# 400 Geneeskundig Bataljon
400 Geneeskundig Bataljon is het enige operationele geneeskundige bataljon van de Nederlandse Koninklijke Landmacht. Het bataljon heeft als thuisbasis de Generaal Spoorkazerne te Ermelo.

## Taken
De hoofdtaak van het bataljon is het wereldwijd en onder alle omstandigheden leveren van geneeskundige verzorging aan de eenheden van het Commando Landstrijdkrachten (CLAS), of anderen indien daartoe opgedragen. Hiertoe behoort het uitvoeren van urgente chirurgische ingrepen, het verplegen van de patiënten en het verzorgen van transport van gewonden en zieken tussen mobiele geneeskundige installaties. 400 Geneeskundig Bataljon valt onder Operationeel Ondersteuningscommando Land, dat zelf tot taak heeft de eenheden van het CLAS te ondersteunen met gevechtsondersteunende en logistieke capaciteit.
Sinds 2017 is 400 Geneeskundig Bataljon gereorganiseerd tot een Joint Organisatie Deel en werken er bij het bataljon militairen van het CLAS, het Commando Zeestrijdkrachten (CZSK) en het Commando Luchtstrijdkrachten (CLSK). Met de reorganisatie is ook de taakstelling veranderd. Het bataljon is sindsdien verantwoordelijk voor het leveren van operationele hospitalen aan alle soorten missies van de gehele Krijgsmacht. Dat betekent dat er zowel hospitalen op het land als aan boord van de schepen van de Koninklijke Marine ingezet kunnen worden.

## Organisatie

### Huidige organisatie
Het bataljon bestaat sinds 2017 uit de volgende 5 compagnieën:
- Staf & Ondersteuningscompagnie "Eiland van Dordt"
- 420 Hospitaalcompagnie "Ypenburg"
- 421 Hospitaalcompagnie "Java"
- 422 Hospitaalcompagnie "Grebbeberg"
- 423 Hospitaalcompagnie "Uruzgan"

Tot het bataljon behoort ook het zogenaamde Reservisten Specifieke Deskundigheid (RSD)-detachement. Dit bestaat uit artsen, medisch specialisten, apothekers en een diversiteit aan paramedisch personeel. Reservisten uit deze pool ondersteunen de eenheden in hun opwerkprogramma's voor uitzendingen.
Specialisten werkzaam in de veldhospitalen heeft het bataljon niet zelf in dienst. Een deel komt voor een missie voor een bepaalde periode in dienst, zij zijn afkomstig uit ziekenhuizen waar speciaal hiervoor een overeenkomst mee is afgesloten. Hier werken ook beroepsmilitairen die (para-) medisch specialist zijn. De eerstgenoemden zijn de zogenaamde Instituut samenwerking Defensie en Relatieziekenhuizen (IDR)-reservisten. Zij vallen niet onder verantwoordelijkheid van 400 Geneeskundig Bataljon, maar onder verantwoordelijkheid van dit IDR.

### Opgeheven eenheden
- 410 Divisie Geneeskundige Compagnie - Opgericht in 1995, opgeheven in 1999. De compagnie is omgevormd tot 41 Geneeskundige Compagnie Mechbrig in Seedorf, Duitsland.
- 422 Hospitaalcompagnie - Opgericht in 1995, opgeheven in 2005.
- 430 Ziekenautocompagnie - Opgericht in 1995, opgeheven in 2005.
- 410 Geneeskundige Opvang- en Afvoercompagnie - Opgericht in 2005, opgeheven in 2015.
- 411 Geneeskundige Opvang- en Afvoercompagnie - Opgericht in 2005, opgeheven in 2015.
- Gezondheidscentrumcompagnie - Opgericht in 2005, opgeheven in 2015.
- 470, 471 en 472 Mogoscompagnie - Opgericht in 1997, opgeheven in 2017.

## MOGOS
Het Mobiel Geneeskundig Operatiekamer Systeem of MOGOS was een gecontaineriseerd, snel ontplooibaar chirurgisch systeem. Het systeem bestond uit 13 containers met o.a. Een operatiekamer, intensive care (IC), radiologie, voorraad en instandhoudingscontainers.
Het systeem was van 1997 tot en met 2015 in gebruik bij 400 Geneeskundig Bataljon.

### Inzet MOGOS in Nederland
Na inzet in Kabul, Afghanistan in 2003 in het kader van de ISAF missie en inzet in As-Samawah, Irak van 2004 tot en 2006 in het kader van de SFIR missie, werd het MOGOS-systeem in 2008 ingezet in Nederland.
Op 24 januari 2008 heeft de 472 Mogoscompagnie op de parkeerplaats bij het ziekenhuis Medisch Spectrum Twente (MST) een noodafdeling voor de intensive care (IC) opgebouwd. In dit ziekenhuis waren twee van de veertien patiënten op de afdeling intensieve zorg besmet met de resistente Acinetobacter baumannii-bacterie (MDARB). Deze bacterie lijkt sterk op MRSA en is, evenals de MRSA, ongevoelig voor de meeste antibiotica. De IC moest daarom ontsmet worden en gedurende deze periode heeft defensie ondersteuning geleverd. 50 militairen hebben een MOGOS-dorp opgebouwd bestaande uit een operatiekamer en twee units met elk zes bedden.